# Libnotes (Goniodineura) nepalica
Libnotes (Goniodineura) nepalica is een tweevleugelige uit de familie steltmuggen (Limoniidae). De soort komt voor in het Oriëntaals gebied.